# Thonbach (Isen)
Thonbach ist ein Gemeindeteil des Marktes Isen und eine Gemarkung im südöstlichen Gemeindebereich von Isen im oberbayerischen Landkreis Erding.

## Geographie
Der Weiler Thonbach liegt circa drei Kilometer südöstlich von Isen und ist über die Kreisstraße 23 zu erreichen.
Die Gemarkung Thonbach liegt vollständig auf dem Gebiet des Markts Isen. Ihre Fläche beträgt etwa 805 Hektar. Auf ihr liegen die Isener Gemeindeteile Ambach, Angersbach, Berging, Hub, Kopfsöd, Moos, Scheideck, Söcking, Thonbach und Willmating. Die benachbarten Gemarkungen sind Sollacher Forst, Lappach, Tann, Pyramoos, Winden, Maitenbeth, Schnaupping und Westach.

## Geschichte
Zwischen 994 und 1005 wird der Ort als Tanpach erstmals urkundlich erwähnt. Thonbach gehörte bis 1804 zur Freien Reichsgrafschaft Haag, die nach dem Tod des letzten Fraunbergers, Graf Ladislaus von Fraunberg-Haag, 1567 in den Besitz der bairischen Herzöge gelangt war. Die durch das bayerische Gemeindeedikt 1818 begründete Gemeinde Thonbach im Bezirksamt Wasserburg am Inn bestand bis zu ihrer Eingemeindung nach Schnaupping im Jahr 1880.  Sie bestand aus den zehn Orten Ambach, Angersbach, Berging, Hub, Kopfsöd, Moos, Scheideck, Söcking, Thonbach und Willmading. Ihr Einwohnerhöchststand lag bei 200 Personen (1852). Am 1. April 1971 kam Thonbach durch die Eingemeindung von Schnaupping zum Markt Isen.

## Baudenkmäler
Siehe: Liste der Baudenkmäler in Thonbach